# Zacarias Emiliano Seleme
Zacarias Emiliano Seleme (Canoinhas, 29 de setembro de 1919 – Curitiba, 20 de agosto de 2005) foi um político brasileiro.
Filho de Emiliano Abrão Seleme e de Catarina Seleme. Casou com Alda Pinto Seleme.
Em 1942 bacharelou-se em ciências jurídicas e sociais pela Faculdade de Direito da Universidade do Paraná.
Nas eleições de outubro de 1962 foi eleito deputado federal pelo Paraná. Assumiu sua cadeira na Câmara dos Deputados em fevereiro de 1963. Em abril de 1964 licenciou-se de seu mandato para assumir o posto de secretário do Trabalho e Assistência Social do Paraná no governo de Nei Braga. Permaneceu no cargo até abril de 1965, quando retornou à Câmara dos Deputados. Após o movimento político-militar de março de 1964, com a extinção dos partidos políticos pelo Ato Institucional Número Dois e a posterior instauração do bipartidarismo, filiou-se à Aliança Renovadora Nacional (Arena). Em novembro de 1966 reelegeu-se deputado federal na pela Arena. Em setembro de 1967 voltou a se licenciar de sua cadeira na Câmara para ocupar a Secretaria Extraordinária para Assuntos da Indústria e Comércio do Paraná, durante o governo de Paulo Cruz Pimentel. Permaneceu na secretaria até fevereiro de 1968, quando reassumiu o mandato. Nas eleições de novembro de 1970 reelegeu-se deputado federal pela Arena. Em agosto de 1973, no governo de Emílio Hoffmann Gomes, foi novamente chamado a desempenhar a função de secretário do Trabalho e Assistência Social do Paraná, licenciando-se de seu mandato. Permaneceu no cargo de secretário estadual até janeiro de 1975, quando também terminou a legislatura. A partir dessa data não se candidatou mais a nenhum cargo eletivo.